# Leviapseudes zenkevitchi
Leviapseudes zenkevitchi is een naaldkreeftjessoort uit de familie van de Apseudidae. De wetenschappelijke naam van de soort is voor het eerst geldig gepubliceerd in 1966 door Kudinova-Pasternak.